# Стратилатовская волость (Изюмский уезд)
Стратилатовская во́лость — историческая административно-территориальная единица Изюмского уезда Харьковской губернии с волостным правлением в слободе Стратилатовке.
По состоянию на 1885 год состояла из 3 поселений, 4 сельских общин. Население — 3516 человек (1686 человека мужского пола и 1830 — женского), 507 дворовых хозяйств.
|                       | Площадь | В т.ч. пахотной |
| --------------------- | ------- | --------------- |
| Сельских общин        | 2330    | 2322            |
| Частной собственности | 5357    | 3006            |
| Другой собственности  | 33      | 33              |
| В целом               | 7720    | 5361            |

Основные поселения волости:
- Стратилатовка — бывшая владельческая слобода при реке Северский Донец в 7 верстах от уездного города. В слободе волостное правление, 463 двора, 3070 жителей, православная церковь, почтовая станция, лавка, 2 постоялых двора.[1]
- Ивановское (Тихоцкое) — бывшее владельческое село. В селе 39 дворов, 276 жителей, православная церковь.[1]

Храмы волости:
- Иоанно-Предтеченская церковь в селе Ивановском.[2]
- Софийская церковь в слободе Стратилатовке.[2]